# Позновиці
Позновиці (пол. Poznowice, нім. Posnowitz) — село в Польщі, у гміні Ізбицько Стшелецького повіту Опольського воєводства.
Населення — 328 осіб (2011).

## Демографія
Демографічна структура станом на 31 березня 2011 року:
|          | Загалом | Допрацездатний вік | Працездатний вік | Постпрацездатний вік |
| -------- | ------- | ------------------ | ---------------- | -------------------- |
| Чоловіки | 166     | 22                 | 121              | 23                   |
| Жінки    | 162     | 26                 | 90               | 46                   |
| Разом    | 328     | 48                 | 211              | 69                   |